# مالی مالون (هنرپیشه)
مالی مالون (انگلیسی: Molly Malone؛ ۷ دسامبر ۱۸۸۸ – ۱۴ فوریهٔ ۱۹۵۲) بازیگر اهل ایالات متحده آمریکا بود. وی بین سال‌های ۱۹۱۶ تا ۱۹۲۹ میلادی فعالیت می‌کرد.
از فیلم‌هایی که وی در آن نقش داشته‌است، می‌توان به تیراندازی مستقیم، کارمند بانک، مردی انگشت‌نما و دهاتی ساده‌لوح زیر اشاره کرد.